# Franziskanerkloster Pupping

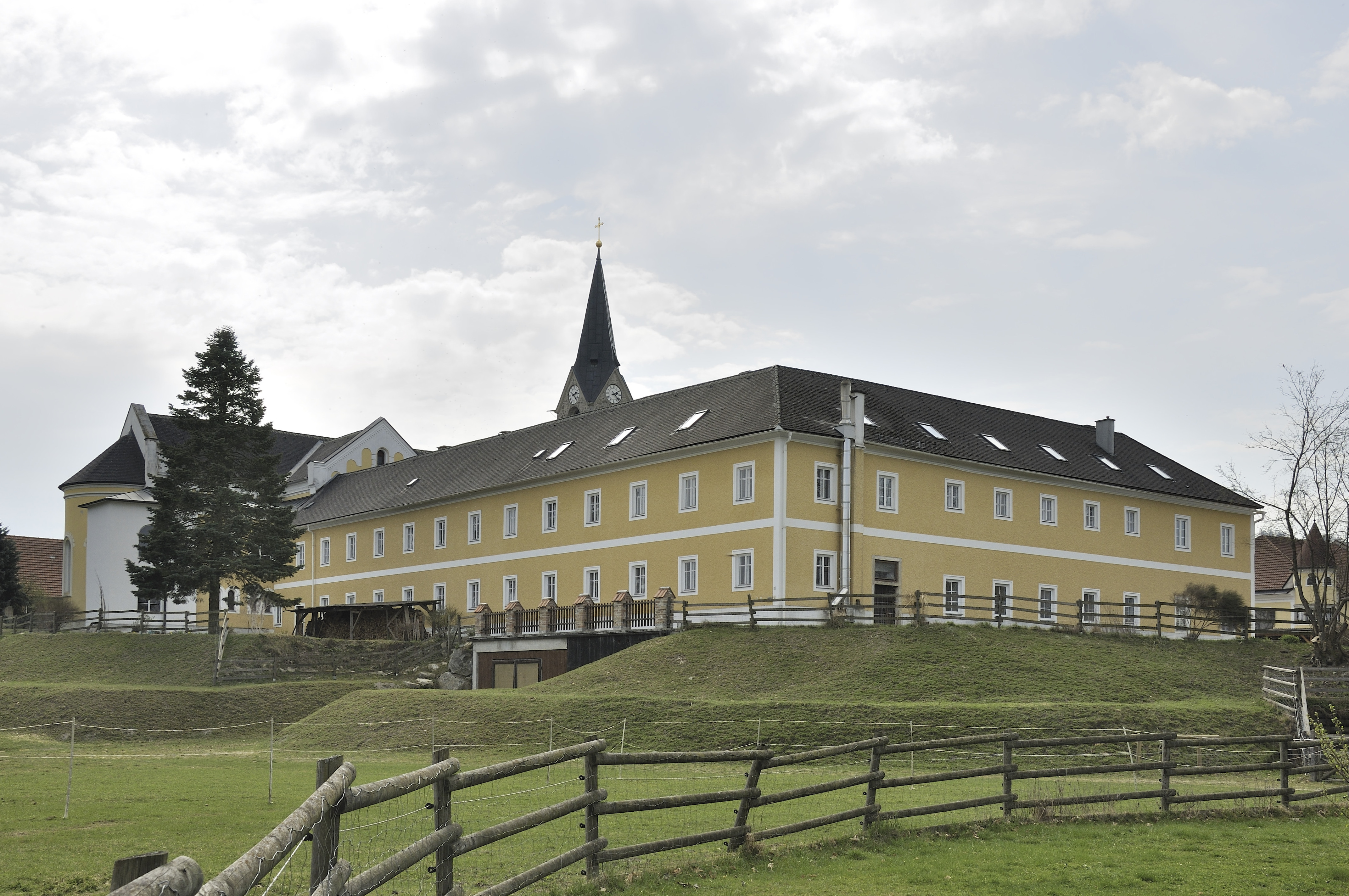
Kloster Pupping

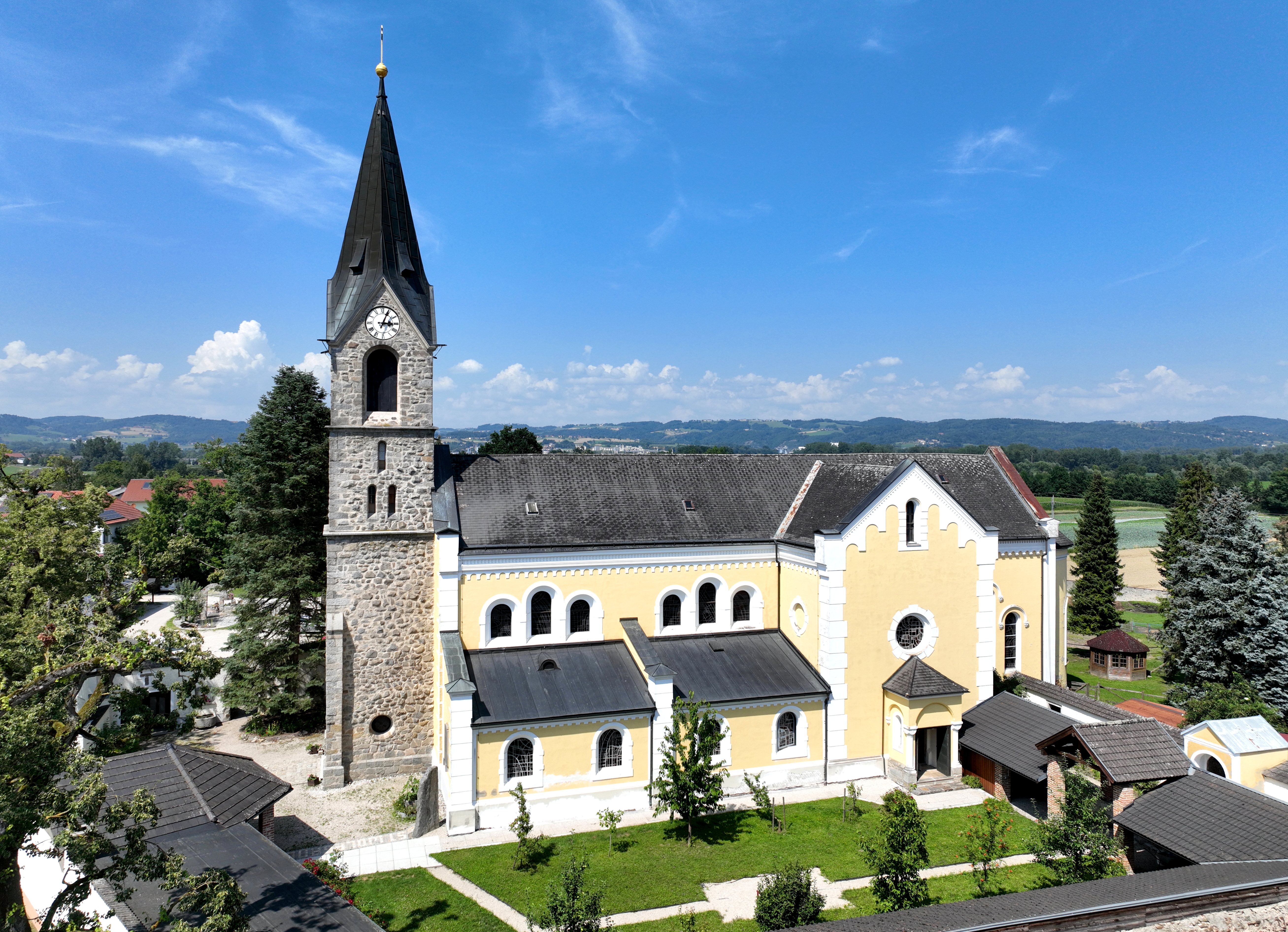
Klosterkirche Pupping

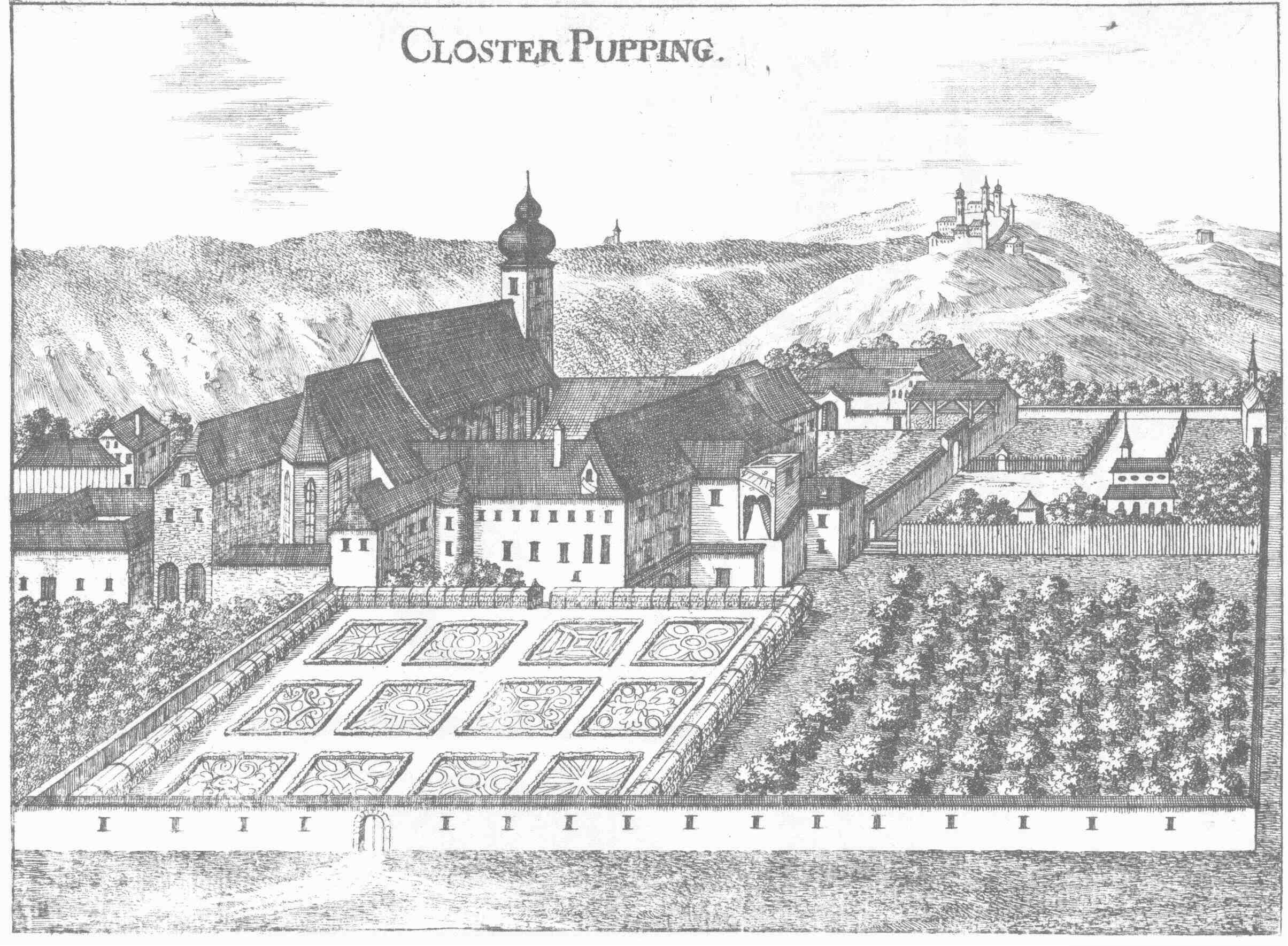
Kloster Pupping nach einem Kupferstich von Georg Matthäus Vischer von 1674

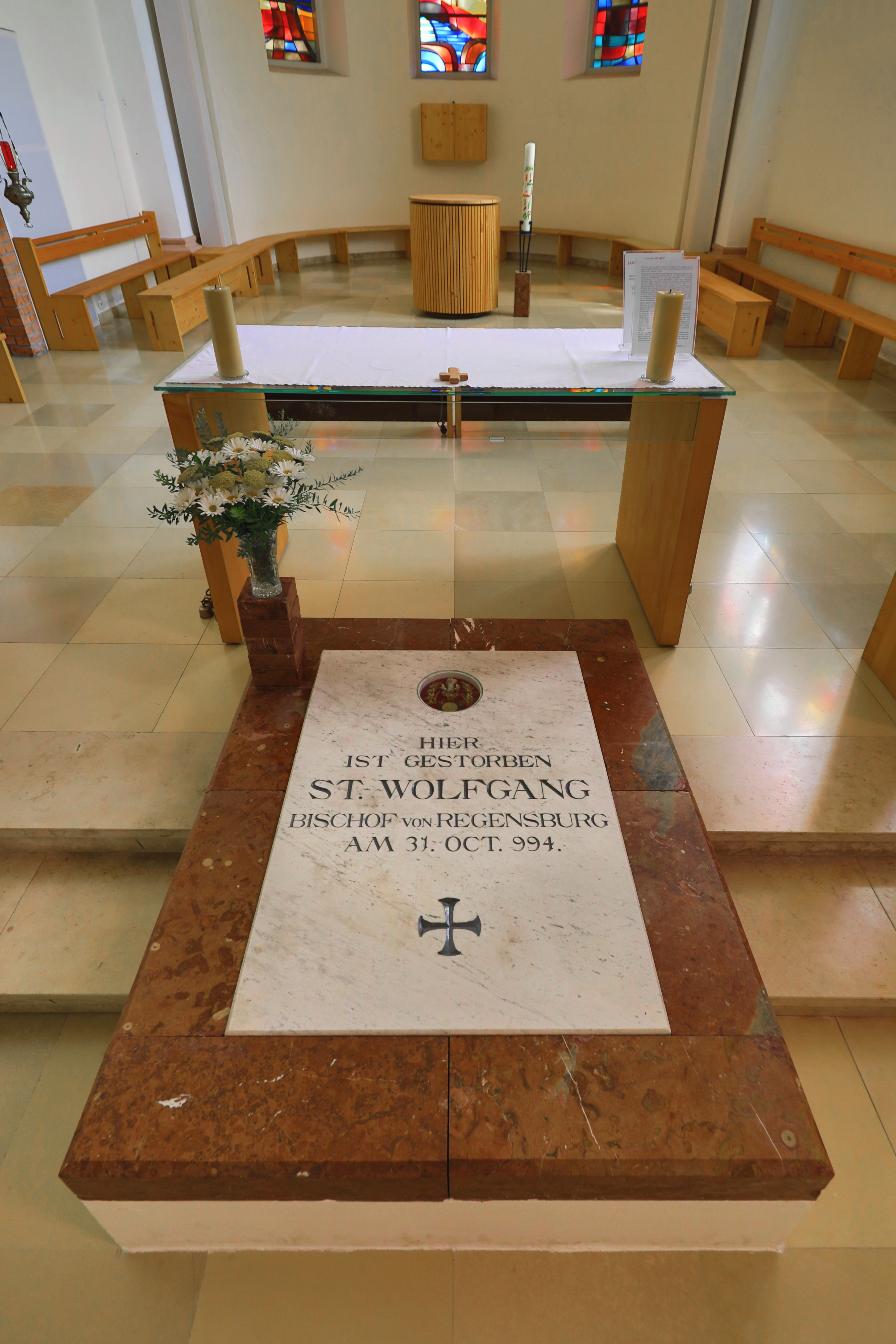
Gedenkstein zum Sterbeort des hl. Wolfgang in der Klosterkirche

Das Franziskanerkloster Pupping, heute mit Shalomkloster Pupping bezeichnet, ist ein Kloster der Franziskaner in der Ortschaft Pupping in der Gemeinde Pupping im Bezirk Eferding in Oberösterreich. Neben dem Kloster steht die ehemalige Klosterkirche und heutige Filialkirche hl. Wolfgang der Pfarrkirche Hartkirchen in der Pfarre Eferdinger Land.

## Geschichte

### Örtlichkeit

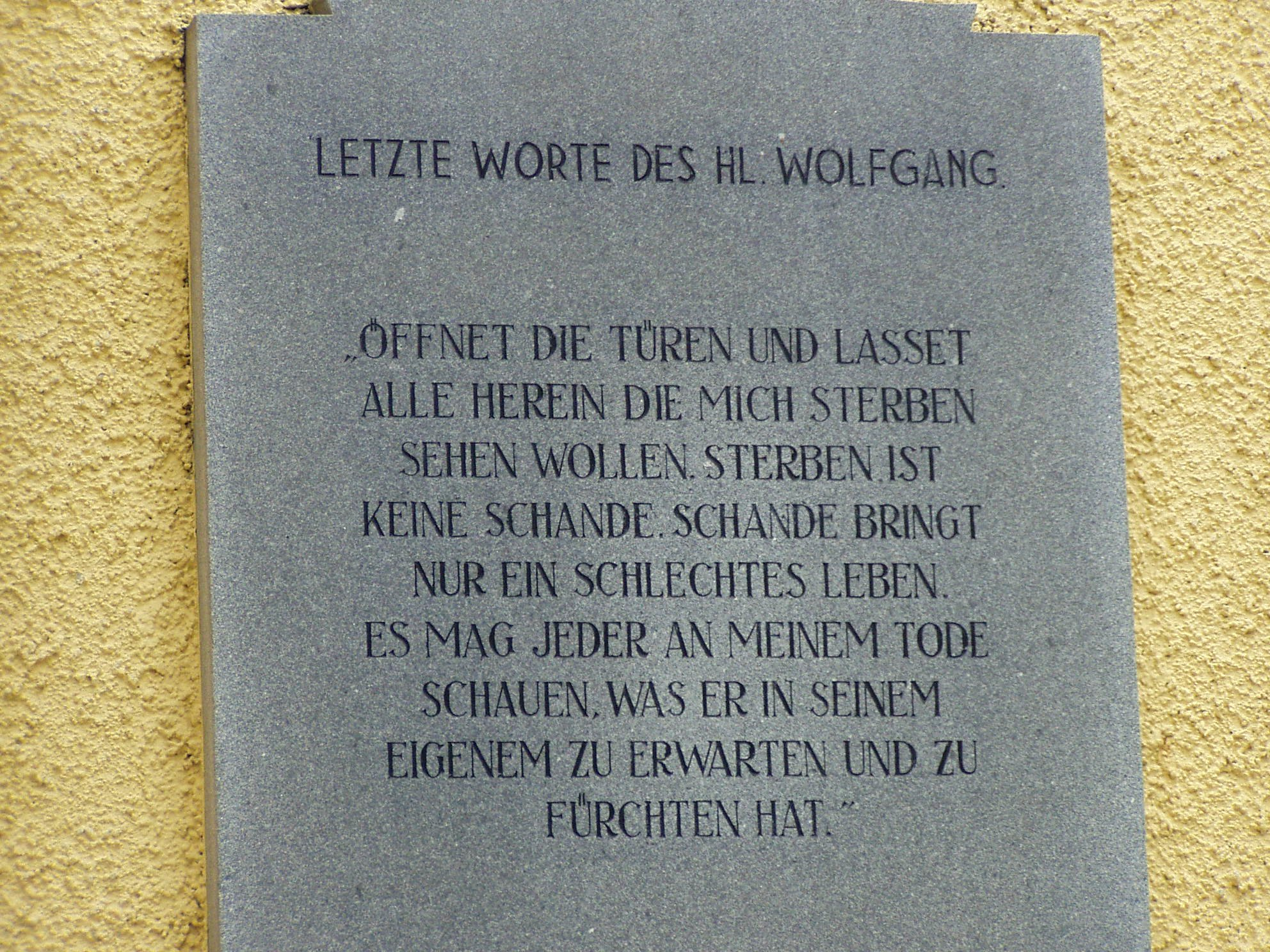
Letzte Worte des hl. Wolfgang

Im Jahr 866 wurde die „Kapelle zum hl. Othmar“ in Pupping erbaut.
Der heilige Wolfgang starb am 31. Oktober 994 im Alter von 70 Jahren vor dem Altar der Kapelle. Seine letzten Worte sind auf der Fassade der heutigen Klosterkirche festgehalten: Öffnet die Türen und lasset alle herein, die mich sterben sehen wollen … Der Heilige wurde ins Kloster Sankt Emmeram nach Regensburg überführt und dort begraben. Herz und Eingeweide des Heiligen wurden in der Puppinger St.-Othmar-Kapelle getrennt bestattet. Wann es zum Patroziniumswechsel der Kapelle bzw. Kirche von Otmar zu Wolfgang kam, ist nicht mehr nachvollziehbar, der Vorgang könnte aber mit der zunehmenden Verehrung des heiligen Wolfgang im Spätmittelalter zusammenhängen.

### Kloster 1477–1801
Das Kloster in Pupping wurde 1477 von den Grafen von Schaunberg gegründet, die auch die Franziskaner nach Pupping holten. Die Adelsfamilie ließ anstelle des alten Wolfgangskirchleins eine neue Kirche bauen, die im Jahre 1490 vom Weihbischof Albert Schönhofer von Passau eingeweiht wurde. In der Reformationszeit mussten die Franziskaner das Kloster verlassen und die Kirche den Lutheranern übergeben. Erst 1621 konnten sie wieder in das verfallene und teilweise abgetragene Kloster nach Pupping zurückkehren. Die Kirche wurde barockisiert und das Kloster ausgebaut, so dass es 35 Brüder beherbergen konnte. Während der Regentschaft von Kaiser Joseph II. wurde 1786 der Franziskanerkonvent wieder aufgehoben. Das gesamte Inventar wurde verkauft, Kloster und Kirche im Jahr 1801 abgerissen.

### Kloster seit 1879
Auf Initiative der beiden Weltpriester Johann Ev. Lamprecht (Historiker und Kartograph) und Karl Kettl (Begründer der Linzer Marienanstalt) sollte in der zweiten Hälfte des 19. Jahrhunderts in Pupping eine Verehrungsstätte für den hl. Wolfgang errichtet werden. 
1879 bei der Einweihung der Kirche waren bereits 3 Franziskaner wieder dort wohnhaft. Pupping wurde im Laufe der Zeit zu einem bekannten Wallfahrtsort zum hl. Wolfgang und war auch Sitz der Pfarre Pupping, bis diese aufgelöst wurde. Heute ist die Kirche als Filialkirche im Pfarrverband Hartkirchen angesiedelt.
Während des Zweiten Weltkriegs war das Kloster mehrfach von der Aufhebung bedroht, und der Großteil des Gebäudes musste für militärische Zwecke zur Verfügung gestellt werden. Nach dem Krieg stabilisierte sich die Lage wieder, und das Kloster beherbergte bis 1961 sogar das Noviziat der Franziskaner.
Im Jahre 1968 kam es vom Konvent in Senden (bei Münster) aus zur Gründung des Klarissenklosters Pupping. Zur Betreuung der Schwestern und der Kirche blieb nur mehr ein Franziskaner im Kloster. Auf Grund des fehlenden Nachwuchses musste aber das Klarissenkloster im Jahre 1998 wieder geschlossen werden.
Heute ist das Shalomkloster Pupping der Franziskaner ein Ort zum Mitleben für Männer, Frauen und Ehepaare.